# Jean-Pierre Huberty
Johan Peter (Jean-Pierre) Huberty (Muhlenbach, 16 juni 1870 – aldaar, 16 mei 1897) was een Luxemburgs kunstschilder.

## Leven en werk
Huberty was een zoon van molenaar Joseph Huberty en Margaretha Drescher. Hij werd geboren in Muhlenbach binnen de toenmalige gemeente Eich, die in 1920 als stadsdeel werd samengevoegd de stad Luxemburg. Huberty werd opgeleid aan de Koninklijke Academie voor Schone Kunsten van Antwerpen en maakte studiereizen naar Frankrijk, Italië en -met Alphonse Jungers- naar Spanje. Hij schilderde vooral portretten en een aantal landschappen.
In Luxemburg richtte Huberty samen met onder anderen Pierre Blanc, Michel Engels, Franz Heldenstein en Jean-Pierre Koenig in 1893 de kunstenaarsvereniging Cercle Artistique de Luxembourg (CAL) op. Hij toonde zijn werk onder meer bij de Exposition du Travail (1894) in de stad Luxemburg en de eerste Salon du CAL (1896).
Jean-Pierre Huberty overleed op 28-jarige leeftijd in Muhlenbach. De CAL hield na zijn overlijden een retrospectief in de grote zaal van het casino. In Muhlenbach werd een straat naar hem vernoemd. In 1937 werd na de salon van dat jaar opnieuw een retrospectief door de CAL georganiseerd, waar onder andere Hubertys portretten van een jonge Italiaan, de koster van Weimerskirch en Michel Engels waren te zien.

## Enkele werken
- 1894 portret van prof. Michel Engels, hoogleraar tekenkunst. Olieverf, 37 x 26 cm, collectie MNAHA.
- Joueur de mandoline. Olieverf op doek, 77 x 96 cm, collectie MNAHA.
- Le secret. Olieverf op doek, 43,8 x 37 cm, collectie MNAHA.

## Galerij

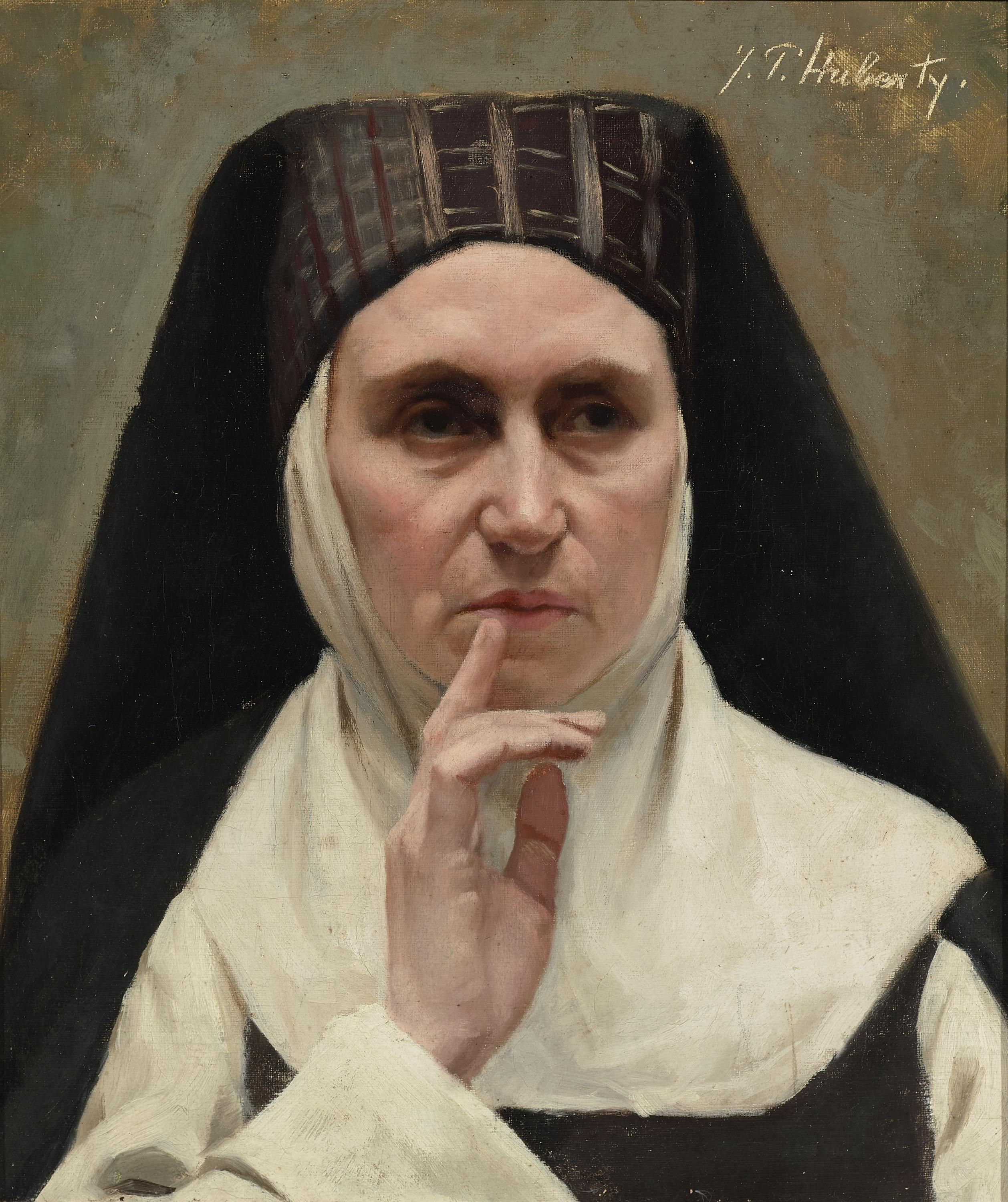
Le secret
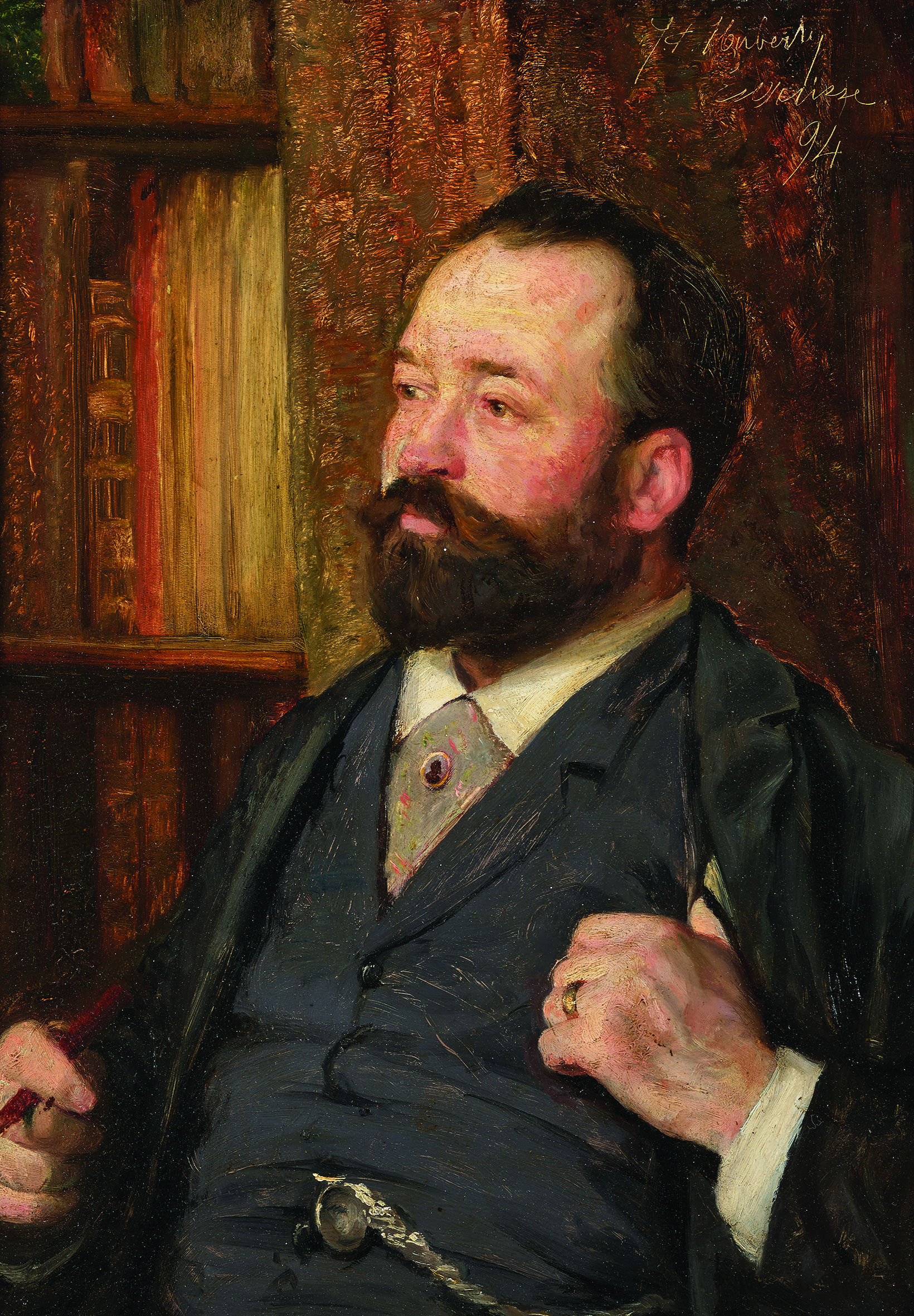
Michel Engels (1894)

- Musée national d'archéologie, d'histoire et d'art: lkl002078